# Desa Sangkanhurip (administrativ by i Indonesien, lat -6,89, long 108,50)
Desa Sangkanhurip är en administrativ by i Indonesien.   Den ligger i provinsen Jawa Barat, i den västra delen av landet, 200 km öster om huvudstaden Jakarta.